# Zámecké schody (Praha)
Zámecké schody, neoficiálně nazývané též Nové zámecké schody, je veřejná komunikace pro chodce. Spojují Thunovskou ulici na Malé Straně s Hradní rampou na Hradčanském náměstí na Hradčanech jižně od Pražského hradu v městské části Praha 1. Hranice mezi Malou Stranou a Hradčany v horní části ulice probíhá právě tudy.

## Historie
Schody vznikly v místě staré a příkré vozové cesty, která je zde písemně doložena již od roku 1278 a která byla ve středověku známa jako Strmá cesta. Ve 14. století byla tato cesta označována jako Stupně, které byly později přejmenovány na Zámecké schody, od roku 1829 pak Nové zámecké schody a od roku 1870 až dodnes pod oním původním starším názvem Zámecké schody. Jejich současná podoba v zásadě pochází zhruba z poloviny 17. století, upravena byla za první republiky architektem Josipem Plečnikem. Poslední rekonstrukce proběhla v letech 1970 až 1972.

## Zajímavosti
- Název Nové zámecké schody je vlastně klamný, neboť z historického hlediska jsou tyto schody starší než Staré zámecké schody spojující pražský Klárov na Malé Straně s východní branou Pražského hradu.
- Každoročně se zde koná exhibiční cyklistický závod Pražské schody.
- Zámecké schody překonávají výškový rozdíl 36,6 metru.
- Na vrcholu opěrné zdi (předěl s Hradčanským náměstím) stojí socha sv. Filipa Neriho.